# Santa Elena (Yucatán)

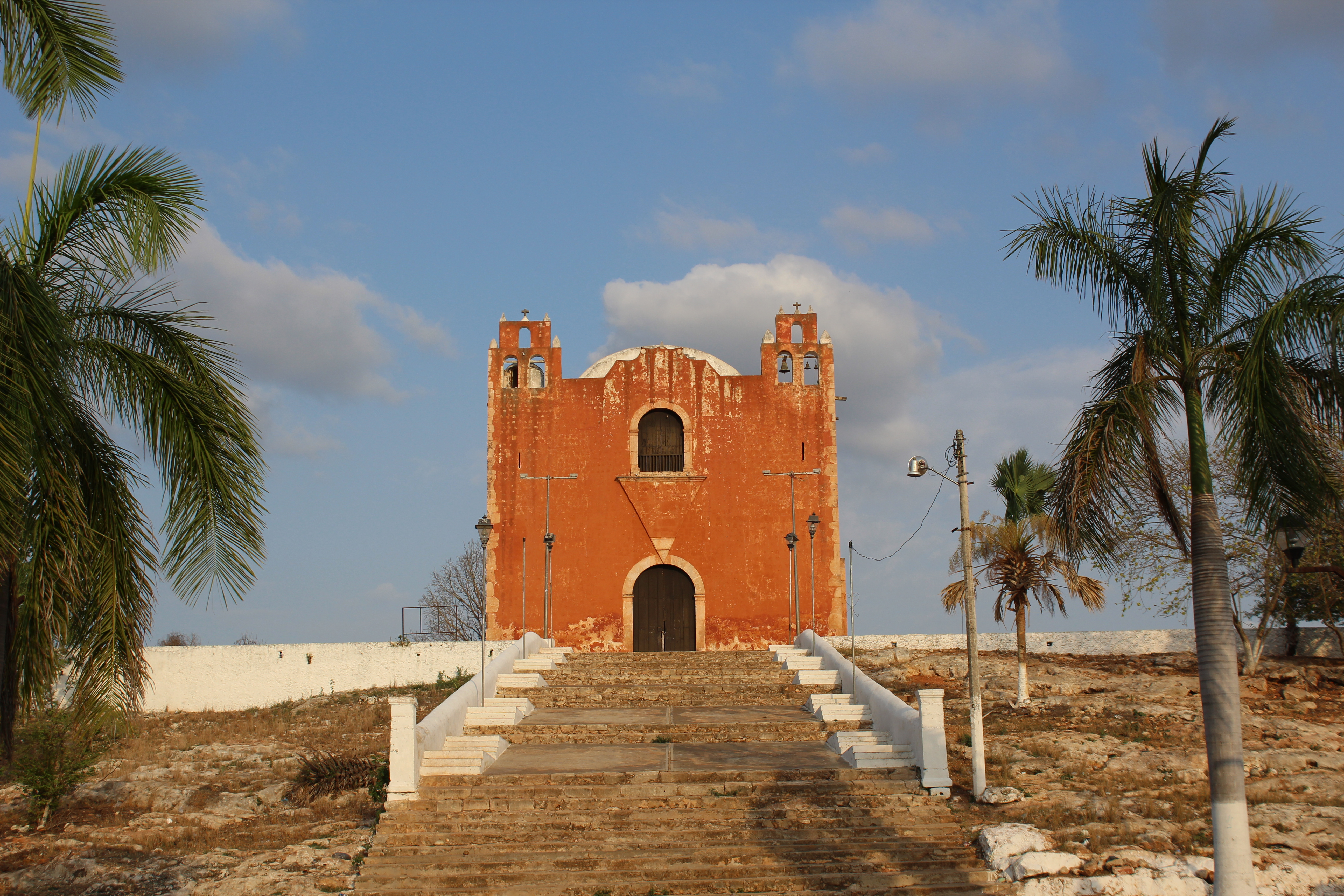
Iglesia de San Mateo ubicada en el centro del poblado de Santa Elena.

Santa Elena, es una localidad del estado de Yucatán, México, cabecera del municipio homónimo ubicada aproximadamente 15 kilómetros al sureste del yacimiento arqueológico de Uxmal y a 110 kilómetros de la ciudad de Mérida, capital del estado.

## Datos históricos
Hay pruebas arqueológicas de que el sitio donde se ubica el pueblo de Santa Elena fue asiento, antes de la conquista de Yucatán, de un poblado indígena de maya.
Poco se sabe, sin embargo, de sus antiguos morados ya que a la llegada de los europeos en el siglo XVI el lugar y la zona habían sido abandonados. El sitio fue denominado en la época precolombina Nohcacab y perteneció al cacicazgo de Tutul Xiú. 
Después de la conquista se estableció el régimen de las encomiendas y en el año de 1627 se tiene registrada la primera en ese lugar.
Después de la independencia de Yucatán Santa Elena pasó a formar parte del Partido de Ticul.
El pueblo de Santa Elena se erigió como cabecera del municipio homónimo en el año de 1918.

## Sitios de interés turístico
En Santa Elena hay un templo en honor de San Mateo, construido en el siglo XVII.
En las cercanías se pueden apreciar vestigios arqueológicos de la cultura maya precolombina de gran importancia como Uxmal, Kabáh, Nohpat, Xcoh y Mulchic, correspondiendo todos ellos a la denominada región Puuc.